# Atletica leggera ai Giochi della XXVII Olimpiade - Salto con l'asta femminile

Video della Finale

Il salto con l'asta ha fatto parte del programma di atletica leggera femminile ai Giochi della XXVII Olimpiade. La competizione si è svolta il 25 settembre 2000 allo Stadio Olimpico di Sydney.

## Presenze ed assenze delle campionesse in carica
| Competizione        | Atleta                      | Prestazione                 | Sydney 2000                 |                             |
| ------------------- | --------------------------- | --------------------------- | --------------------------- | --------------------------- |
| Olimpiadi 1996      | Prima apparizione ai Giochi | Prima apparizione ai Giochi | Prima apparizione ai Giochi | Prima apparizione ai Giochi |
| Commonwealth 1998   | Emma George                 | 4,20 m                      | Presente                    |                             |
| Goodwill Games 1998 | Elena Beliakova             | 4,38                        | Presente                    |                             |
| Europei 1998        | Anzhela Balakhonova         | 4,31 m                      | Presente                    |                             |
| Panamericani 1999   | Alejandra García            | 4,30 m                      | Presente                    |                             |
| Mondiali 1999       | Stacy Dragila               | 4,60 m                      | Presente                    |                             |

## La gara
Emma George, pioniera della specialità, detentrice del record del mondo dal 1995 al 1999, è la seconda delle non qualificate (4,25).

Anche le tre russe sono fuori; tra loro la diciottenne Elena Isinbaeva.
La favorita per il titolo è la campionessa del mondo Stacy Dragila.

A 4,25 la gara perde una protagonista: Anzhela Balakhonova, campionessa europea, fallisce tre volte la misura d'entrata.

A 4,40 Stacy Dragila e Tatiana Grigorieva hanno già commesso un errore. In testa c'è la sorprendente islandese Vala Flosadottir, che ha superato tutte le prove al primo salto.  7 atlete vanno avanti.

A 4,45 Flosadottir, Dragila e Grigorieva vanno su alla prima prova, mentre Bartova e Rieger hanno bisogno di tre tentativi.

4,50 dovrebbe far paura a molte, invece le prime quattro vanno su; la Rieger commette un azzardo e passa la misura. Una vera scrematura si ha a 4,55, quando rimangono solo in due: Grigorieva (prima prova) e Dragila (seconda prova). Stacy Dragila, se vuole vincere, deve issarsi fino a 4,60. È la prova della verità. Ci riesce magnificamente alla prima prova.

La Grigorieva accusa il colpo e sbaglia il primo salto, poi riserva gli altri due a 4,65, ma è una quota troppo alta per lei: sarebbe stato il nuovo record del mondo.

Quattro donne oltre 4,50: è stata la gara più alta di sempre.

## Risultati

### Qualificazione
Esordio olimpico della specialità. La misura richiesta è 4,35. Inaspettatamente, nessuna la raggiunge. Vengono quindi ammesse alla finale tutte le atlete che hanno superato 4,30, cioè 13.

### Finale
Stadio Olimpico, lunedì 25 settembre, ore 18:00.
| Pos  | Paese e Atleta         | 4,00 | 4,15 | 4,25 | 4,35 | 4,40 | 4,45 | 4,50 | 4,55 | 4,60 | 4,65 | Misura | Note            |
| ---- | ---------------------- | ---- | ---- | ---- | ---- | ---- | ---- | ---- | ---- | ---- | ---- | ------ | --------------- |
|      | Stacy Dragila          |      |      | O    | O    | XO   | O    | XXO  | XO   | O    | XXX  | 4,60   | Record olimpico |
|      | Tatiana Grigorieva     |      | XO   | O    | O    | O    | O    | XO   | O    | X-   | XX   | 4,55   |                 |
|      | Vala Flosadóttir       | O    | O    | O    | O    | O    | O    | O    | XXX  |      |      | 4,50   |                 |
| 4    | Daniela Bártová        | O    | -    | O    | XXO  | -    | XXO  | O    | XXX  |      |      | 4,50   |                 |
| 5    | Nicole Rieger-Humbert  |      | XXO  | XXO  | XXO  | -    | XXO  | -    | XXX  |      |      | 4,45   |                 |
| 6    | Yvonne Buschbaum       |      |      | XO   | O    | XO   | XXX  |      |      |      |      | 4,40   |                 |
| 7    | Monika Pyrek           | XO   | XXO  | O    | O    | XO   | XXX  |      |      |      |      | 4,40   |                 |
| 8    | Marie Bagger Rasmussen | O    | O    | O    | O    | XXX  |      |      |      |      |      | 4,35   |                 |
| 9    | Doris Auer             |      |      | O    | XXX  |      |      |      |      |      |      | 4,25   |                 |
| 10   | Gao Shuying            | O    | O    | XXX  |      |      |      |      |      |      |      | 4,15   |                 |
| 11   | Kellie Suttle          | O    | XXX  |      |      |      |      |      |      |      |      | 4,00   |                 |
| N.C. | Anzhela Balakhonova    |      |      | XXX  |      |      |      |      |      |      |      | NM     |                 |
| N.C. | Elmarie Gerryts        | XX   | Rit. |      |      |      |      |      |      |      |      | NM     |                 |

Stacy Dragila è la donna delle prime volte: suo è stato il primo titolo mondiale indoor, suo è stato il primo titolo mondiale all'aperto ed ora si è portata a casa anche il primo titolo olimpico.

Vala Flosadottir è la prima islandese a vincere una medaglia nell'atletica alle Olimpiadi.